# Ovario (botanica)

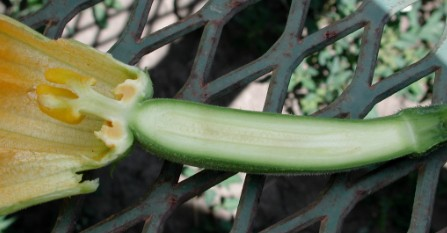
Ovario infero in un fiore di zucchina

In botanica, l'ovario è la parte inferiore del gineceo. All'interno dell'ovario, sono custoditi gli ovuli.

## Struttura dell'ovario
Molteplici foglie modificate assimilabili a macrosporofilli, libere o fuse, cui si dà il nome di carpelli, sono disposte in maniera da racchiudere una o più cavità, dette loculi, che ospitano gli ovuli. La struttura formata dai carpelli prende il nome di ovario; l'ovario, in alcuni fiori, consta d'un carpello unico. La zona del loculo ospitante l'ovulo prende il nome di placenta.
Quando un ovario ha un solo loculo (come avviene nelle Leguminose) è detto "uniloculare"; se ne ha due (come avviene nelle Crucifere) è detto "biloculare", mentre se ne ha più di due è detto "pluriloculare".
Il carpello si prolunga superiormente in una sorta di peduncolo, dalle varie forme, spessori e dimensioni nelle varie specie vegetali; tale prolungamento non fa parte dell'ovario, e prende il nome di stilo. Lo stilo porta superiormente lo stimma, che, avendo superficie spugnosa, vischiosa, intrappola il granulo pollinico. Attraverso lo stilo, il granulo pollinico inserisce il tubetto pollinico nello sporofito femminile, e si dirige, digerendo i tessuti dell'ospite, verso le ovocellule, per fecondarle. In alcune Piante, lo stilo manca, e allora lo stimma dicesi "sessile".

## Ruolo dell'ovario nel processo riproduttivo
All'interno della placenta, l'ovulo, struttura sporofitica assimilabile al macrosporangio, produce per meiosi la macrospora; questa, per mitosi, dà origine al gametofito femminile. Il gametofito femminile produce l'ovocellula, che, ancora all'interno dell'ovario, attende la fecondazione da parte dei gameti maschili, provenienti dal gametofito maschile, racchiuso nel granulo pollinico.
Una volta avvenuta la fecondazione, l'ovario diviene un frutto, mentre lo zigote si trasforma in seme.

## Classificazione del tipo di ovario in base alla sua posizione sul ricettacolo

schema delle possibili posizioni dell'ovario:
I ovario supero;
II ovario semi infero;
III ovario infero.
Inoltre il fiore è composto da:
a: androceo;
g: gineceo;
p: petali;
s: sepali;
r: ricettacolo

Per descrivere un fiore, e quindi per riconoscerne la specie d'appartenenza, è necessario indicarne la posizione del punto d'inserzione dell'ovario sul ricettacolo, confrontandola con quella degli altri verticilli fiorali (perianzio e androceo). L'ovario si definisce:
- supero, qualora posizionato al di sopra del punto d'inserzione degli altri verticilli fiorali, e ciò accadrà perché il ricettacolo sarà conico o convesso, e ne conseguirà che i sepali, i petali e gli stami saranno inseriti alla base dell'ovario stesso, cosicché il fiore si definirà "ipogino"; l'ovario supero può dare origine a bacche, drupe...
- infero, qualora posizionato al di sotto del punto d'inserzione degli altri verticilli fiorali, su un ricettacolo spesso concavo, cosicché sepali, petali e stami saranno inseriti alla sommità dell'ovario stesso, e il fiore sarà definito "epigino"; spesso l'ovario infero origina falsi frutti (es. pomo, cinorrodo), in quanto formati non solamente dall'ingrossamento dell'ovario, ma anche di tessuti adiacenti, che danno spesso origine alla parte edule del frutto (mela, pera, cotogna, ecc.);
- semi-infero, qualora non si possa definire né supero, né infero, poiché circondato in certa misura dal ricettacolo, che sarà piano, cosicché i sepali, i petali e gli stami saranno inseriti alla base dell'ipanzio, la struttura avvolgente l'ovario (di origine in parte ricettacolare, in parte perianziale), e il fiore si definirà "perigino".

Alcune classificazioni ritengono la definizione di "semi-infero" inconcludente, esistendo in natura molte posizioni intermedie tra quella dell'ovario supero e quella dell'ovario infero. Pare più opportuno considerare come la posizione dell'ovario sia determinante nello sviluppo del frutto, e dare le seguenti definizioni: se l'ovario è concresciuto con le pareti interne del ricettacolo, si dice "infero", altrimenti "supero". Nel primo caso, si svilupperà un falso frutto derivato dall'accrescimento di ovario e ricettacolo, mentre, nel secondo, si sviluppa un frutto propriamente detto, poiché alla sua formazione non avrà partecipato il ricettacolo.